# Arco di Adriano (Capua)
L'arco di Adriano  (detto anche "archi di Capua" o "arco Felice") è un arco romano situato a Santa Maria Capua Vetere (antica Capua, oggi in provincia di Caserta). Era in origine a tre fornici, ma oggi se ne conservano solo tre piloni e uno dei fornici laterali. Scavalcava la via Appia e costituiva un ideale ingresso alla città, forse in corrispondenza della linea del pomerio.

## Storia
L'arco fu eretto tra la seconda metà del I e la prima metà del II secolo, ma se ne ignora la dedica. All'arco era stata riferita un'iscrizione con dedica all'imperatore Adriano, poi ritenuta falsa.
È stato ipotizzato che l'erezione dell'arco sia avvenuta sotto i Flavi in seguito al conferimento dello stato di colonia alla città (Colonia Flavia Augusta).
Venne restaurato con integrazioni e rifacimenti della struttura laterizia nel 1851. 
Nel 1860 fu interessato dai combattimenti della battaglia del Volturno: una targa commemorativa, con testo dettato da Luigi Settembrini venne collocata su uno dei piloni dell'arco. In seguito ai danni subiti durante la battaglia l'arco venne restaurato dopo il 1883, e ancora e tra il 1945 e il 1953-1955 per i danni subiti nella seconda guerra mondiale.

## Descrizione
L'arco è costruito in laterizio ed aveva originariamente un rivestimento in calcare bianco, oggi perduto.  Conserva i piloni del fornice centrale (più ampio, fino all'imposta dell'arcata,  e una delle arcate laterali. I resti raggiungono un'altezza di 10 m e una larghezza di 18,5 m. Sono presenti integrazioni e restauri moderni.
Le arcate sia del fornice centrale che dei fornici laterali si impostavano alla medesima altezza (6,2 m), ma quella del fornice centrale, più ampia (luce di 4,85 m controluce di 3,95 m per i fornici laterali), raggiungeva in origine un'altezza maggiore.
I piloni sono rivestiti alla base da blocchi di calcare bianco e sono alleggeriti da nicchie con copertura arcuata. I fori presenti nella struttura laterizia permettono di ipotizzare la presenza di colonne che inquadravano le nicchie e dovevano sorreggere una trabeazione che correva sopra i fornici.
Sul lato interno dei piloni del passaggio centrale sono presenti delle nicchie che sono però state realizzate modernamente.